# ラルフ・ジョンソン
ラルフ・ジョンソン（Ralph E. Johnson, 1955年10月7日 - ）は、コンピュータサイエンスの教科書であるデザインパターンの共同執筆者。イリノイ大学アーバナ・シャンペーン校コンピュータサイエンス学部准教授。
Smalltalkコミュニティの先駆者で、Gang of Four(GoF)とも呼ばれている。OOPSLA(Object-Oriented Programming, Systems, Languages & Applications)には毎年参加している。